# 江川泰子
江川 泰子（えがわ やすこ、1957年10月18日 - ）は、日本の女性俳優。東京都出身。身長153cm、体重56kg。劇団昴所属。

## 出演

### 舞台
- 劇団昴
  - 「クリスマス・キャロル」 - フェジウィッグ夫人、洗濯女 他 役
  - ザ・サード・ステージ「猫の恋、昴は天にのぼりつめ」
  - 「うつろわぬ愛 Unchanging Love」
  - ザ・サードステージ「ジュリエットたち〜たとえどんなに素晴らしい明日が待っていようとも今は二人で逃げましょう〜」 - 紀子 役 ※Wキャスト公演Bチーム
  - 「アルジャーノンに花束を」
  - 「危機一髪」 - ヘスター 役
  - 「イノセント・ピープル"原爆を作った男たちの65年"」 - ベロニカ 役
  - 「本当のことを言ってください。」 - 佐藤妙子（パート従業員） 役

### テレビドラマ
- 火曜サスペンス劇場 アリバイの穴（1997年1月28日、日本テレビ）
- 金曜ナイトドラマ 霊感バスガイド事件簿 第1話（2004年4月16日、テレビ朝日）
- 金曜プレステージ 医療捜査官 財前一二三 第2作（2011年12月16日、フジテレビ）

### CM
- アストラゼネカ製薬

### テレビアニメ
2000年
- ∀ガンダム（女性B）

2005年
- 英國戀物語エマ（ケリーの友人）※第1期

### 劇場アニメ
2012年
- おおかみこどもの雨と雪

### 吹き替え
映画
- ファイアーライト/情炎の愛（モリー・ホランド〈サリー・デクスター〉）

海外アニメ映画
- ディズニー作品
  - 短編映画（モーティマー・マウス 他）※ポニー、バンダイ版
  - ふしぎの国のアリス ※ソフト版